# 塞讷赛
塞讷赛（法語：Senneçay，法語發音：[sɛnsɛ]）是法国谢尔省的一个市镇，位于该省中部偏西南，属于布尔日区。

## 地理
塞讷赛（46°57'4"N, 2°26'14"E）面积14.47 平方千米，位于法国中央-卢瓦尔河谷大区谢尔省，该省份为法国中部省份，北起卢瓦雷省，西接卢瓦-谢尔省和安德尔省，南至克勒兹省，东南接阿列省，东临涅夫勒省。
与塞讷赛接壤的市镇（或旧市镇、城区）包括：勒韦、利赛-洛希、普兰皮耶-日沃丹、圣日耳曼代布瓦、圣瑞斯特、沃尔利。

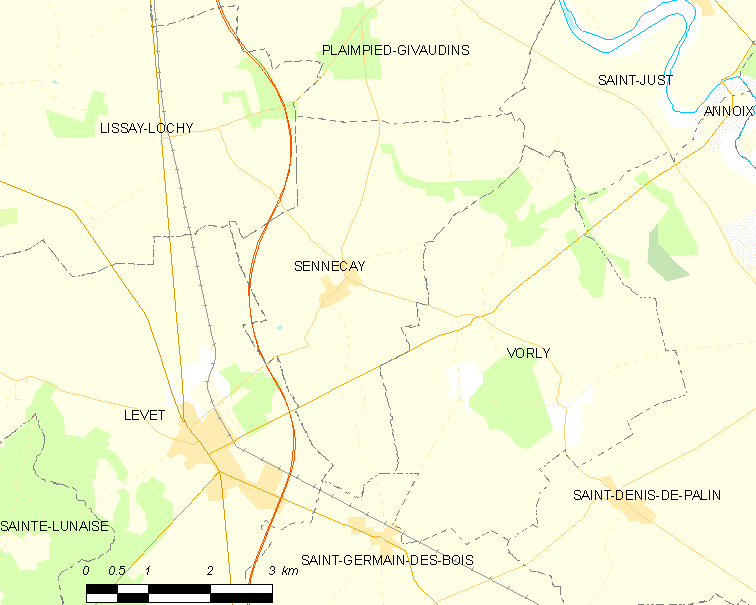
塞讷赛的OSM定位图

塞讷赛的时区为UTC+01:00、UTC+02:00（夏令时）。

## 行政
塞讷赛的邮政编码为18340，INSEE市镇编码为18248。

## 政治
塞讷赛所属的省级选区为特鲁伊县。

## 人口

1962-2008年间塞讷赛人口变化图示

塞讷赛于2022年1月1日时的人口数量为451人。